# Hebridochernes cornutus
Hebridochernes cornutus es una especie de arácnido del orden Pseudoscorpionida de la familia Chernetidae.

## Distribución geográfica
Se encuentra en Nueva Guinea.